# 92
92 је била преступна година.

## Догађаји
- Цар Домицијан постаје римски конзул.
- Цар Домицијан уводи забрану гајења винове лозе у провинцијама.
- У пролеће неколико племена (вероватно Маркомани, Квади, Јазиги) прелазе Дунав и нападају Панонију, вероватно уништавајући Легио Рапак. Ова племена су поражена од маја до децембра 92. и отерана назад преко реке. Римљани не гоне племена која се повлаче.
- Римска војска креће у Месопотамију (модерна Сирија).
- Флавијева палата је завршена на Палатину.